# Édouard Cherix
Pour les articles homonymes, voir Cherix.
Édouard Cherix, né le 26 octobre 1809 à Bex et mort le 10 février 1876 dans la même commune, est un militaire et une personnalité politique suisse, membre de la Gauche Libérale (futur parti radical-démocratique). Il est député du canton de Vaud au Conseil national de 1854 à 1857.

## Biographie
Édouard Cherix naît le 26 octobre 1809 à Bex, dans le canton de Vaud. Protestant, originaire de Bex, il est le fils de François-Louis Cherix, agriculteur, et de Suzanne Chamorel. Il épouse en 1829 Alexandrine-Elisabeth Gaudet.
Assesseur de la justice de paix de 1841 à 1846, puis grand juge de 1859 à 1861, Édouard Cherix hérite du domaine paternel de la Grand'Fontaine, à Bex, qu'il lègue à la bourse des pauvres de la commune pour en faire une infirmerie. Cette dernière est créée en 1889. Plusieurs fois agrandie et modernisée, elle fusionne en 2000 avec la Résidence de Bex, un établissement médico-social,,.
Lieutenant-colonel à l'état-major général de l'armée suisse de 1853 à 1864, il est commandant du 2e arrondissement militaire de 1845 à 1859, ce qui lui vaudra d'être surnommé « le commandant » jusqu'à sa mort.

### Carrière politique
Syndic de Bex de 1846 à 1847 et de 1855 à 1857, il est député des Radicaux/Gauche Libérale (aile gauche du parti libéral) au Grand Conseil vaudois de 1842 à 1849 et de 1862 à 1863. Il est en outre conseiller national de 1854 à 1857,.

## Liens
- Notice dans un dictionnaire ou une encyclopédie généraliste :   - Dictionnaire historique de la Suisse
- Notices d'autorité :   - VIAF
  - GND